# Camera a deposizione
Una camera a deposizione è un sistema di depurazione dell'aria che sfrutta il principio di gravità, da qui il nome di  sistema di abbattimento per gravità, per effettuare una predepurazione dell'aria in modo da abbattere parzialmente gli inquinanti. I flussi pretrattati vengono poi inviati verso altri sistemi di abbattimento degli inquinanti più costosi ed efficaci.

## Meccanismo
Il sistema di abbattimento è costituito da una camera di forma rettangolare con le seguenti caratteristiche:
- una  bocca d'ingresso, dove entra l'aria da depurare;
- una  bocca di uscita posizionata all'estremità opposta dove viene convogliata l'aria predepurata;
- una  zona di scarico nella parte inferiore della camera dove le particelle dell'inquinante vengono convogliate per essere successivamente raccolte.

Le camere a deposizione devono essere realizzate con particolari accorgimenti così da garantire la rimozione delle particelle in modo ermetico, evitando eventuali infiltrazioni d'aria all'interno della camera che potrebbero compromettere il processo di deposito, provocando la risospensione delle polveri.
Le camere a deposizione sono dei pretrattamenti di depurazione molto economici ma con grossi limiti di efficacia nel caso si debbano trattare flussi d'aria contaminati da particelle di granulometrie inferiori ai 10 µm. Hanno inoltre lo svantaggio di essere sistemi ingombranti a causa delle dimensioni rilevanti delle camere.
A seconda degli accorgimenti tecnici adottati si possono distinguere tre tipi di camere a deposizione:

### Camere ad espansione
Sono costituite da una camera di dimensioni molto grandi così che il flusso d'aria contaminato in ingresso si possa espandere provocando una riduzione della velocità delle particelle. Sulle particelle più grandi prevale quindi la forza di gravità su quella di trascinamento dell'aria, innescando la fase di deposito di queste ultime sul fondo

### Camera a setti devianti
La camera di deposizione è costituita da lamine verticali disposte in modo da creare un percorso forzato all'aria in ingresso. Le particelle tendono ad urtare contro i setti verticali e a depositarsi sul fondo della camera, inoltre il movimento imposto al flusso d'aria facilita la deposizione delle particelle di dimensioni maggiori che tendono a sfuggire all'azione di trascinamento e per gravità a cadere sul fondo della camera.

### Camera inerziale
Questa tipologia di camera presenta in ingresso una lamina verticale che funge da deflettore. Il flusso in ingresso viene in questo modo deviato verso il basso provocando il deposito sul fondo delle particelle con granulometria più elevata, mentre l'aria risale verso l'alto ed esce dal condotto di uscita.

## Applicazioni
Le camere a deposizione sono impiegate quando l'aria da trattare presenta una concentrazione di polveri estremamente alta oppure come sistema di prefiltraggio nel caso ci sia la necessità di rimuovere particelle con granulometria elevata che potrebbero danneggiare i sistemi di depurazione più costosi.
Le camere a deposizione risultano ancora utilizzate nei processi industriali dove c'è la necessità di raffreddare flussi d'aria contaminati prima di un loro invio a sistemi di filtrazione a tessuto; il processo di predepurazione, infatti, favorisce il raffreddamento dell'aria contaminata e quindi impedisce che, a causa delle alte temperature, si possano sviluppare degli incendi.
Questi sistemi di pretrattamento permettono la rimozione di particelle con una dimensione granulometrica dell'ordine dei 50 µm. Per trattare polveri di dimensioni minori, che si depositano più lentamente, occorrerebbe realizzare camere molto più grandi con un aumento eccessivo delle dimensioni del sistema. Nel caso di abbattimento di particelle fini (granulometria inferiori ai 10 µm) l'efficienza delle camere a deposizione è infatti inferiore al 10%.
Le camere a deposizione possono essere impiegate in modo efficace se il flusso d'aria in ingresso ha una velocità relativamente bassa (non superiore ai 3 m/s) e se lo stesso flusso ha un andamento uniforme e non turbinante (questo viene garantito attraverso particolari accorgimenti in ingresso alla camera).
Le camere a deposizione rappresentano i primi dispositivi realizzati per la rimozione delle polveri inquinanti, ma attualmente hanno un impiego limitato perché sostituite da sistemi più efficienti (ad esempio i ciclone).